# Ypernbogen

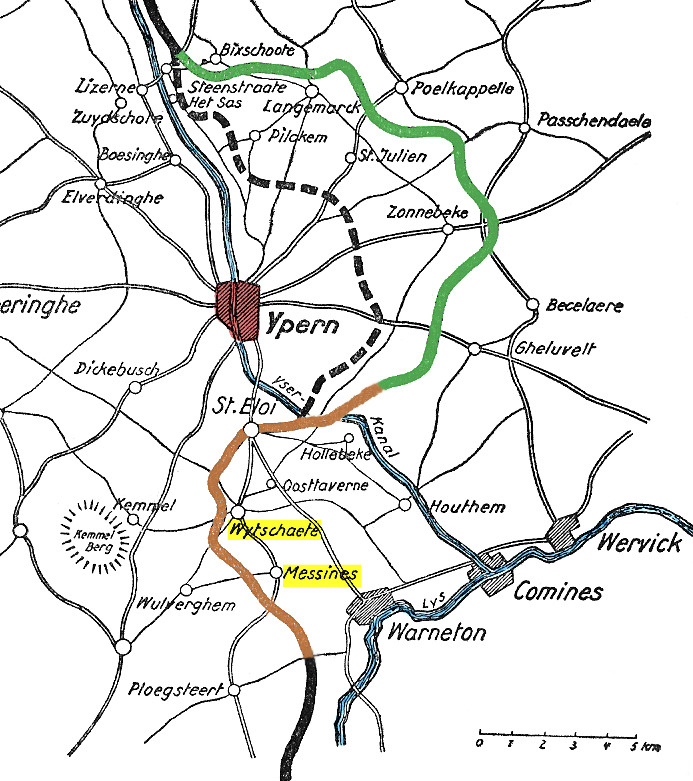
Der Ypernbogen (grün) um Ypern, südlich anschließend der Wytschaete-Bogen, 1915

Der Ypernbogen (englisch: Ypres Salient, französisch: Saillant d’Ypres) war die Frontstellung um die westflämische Stadt Ypern im nördlichen Teil der Westfront des Ersten Weltkriegs. Südlich schloss sich der etwa 15 km lange Wytschaete-Bogen an.

## Beschreibung
Der Bogen oder Frontbogen bei Ypern war durch die Verteidigung der Stadt durch alliierte Truppen beim Wettlauf zum Meer entstanden. Die herausragende Frontstellung bildete sich in der Schlacht an der Yser und in der Ersten Flandernschlacht 1914. Entlang dieses Stellungsbogens tobte ein vierjähriger Grabenkrieg, nicht weniger als fünf bedeutende Schlachten fanden an der Frontausbuchtung bei Ypern statt. Auf beiden Seiten gab es in diesen Kämpfen ungefähr eine halbe Million Opfer. In der Zweiten Flandernschlacht 1915 wurde hier zum ersten Mal auch Giftgas eingesetzt, was den Bogen um die Stadt enger zog. Douglas Haig hielt die Stellung für nicht besonders stark, da sie beständig vom Feind einsehbar war. In der Dritten Flandernschlacht 1917 konnten die deutschen Gebietsgewinne weitgehend wieder rückgängig gemacht werden, eine weitgehende Veränderung brachte auch sie nicht. In der Vierten Flandernschlacht 1918 konnte das deutsche Heer noch einmal beträchtliche Gebietsgewinne erzielen und den Kemmelberg erobern.
Das Gebiet fiel im Verlauf der Hunderttageoffensive vom 28. September bis zum 2. Oktober endgültig in die Hände der Entente. Deren Gefallene werden auf der Menenpoort in Ypern geehrt.